# Stenaelurillus setosus
Stenaelurillus setosus là một loài nhện trong họ Salticidae.
Loài này thuộc chi Stenaelurillus. Stenaelurillus setosus được Tord Tamerlan Teodor Thorell miêu tả năm 1895.